# Harriot Kezia Hunt
Harriot Kezia Hunt (Boston, 9 novembre 1805 – Boston, 2 gennaio 1875) è stata un medico, docente, attivista per i diritti umani statunitense; parlò alla prima Convenzione nazionale dei diritti delle donne, tenutasi nel 1850 a Worcester, Massachusetts.

## Primi anni di vita
Harriot Kezia Hunt nacque a Boston, nel Massachusetts, nel 1805, figlia di Joab Hunt e Kezia Wentworth Hunt. Fu educata a casa dai genitori. Il padre morì nel 1827, lasciando la famiglia senza sostegno finanziario. Harriot Hunt e sua sorella, Sarah Hunt, aprirono una scuola privata nella loro casa per essere autosufficienti. Anche se l'insegnamento fruttava guadagni, secondo quanto riferito, la Hunt sentiva che non era quello che voleva fare nella sua vita.
Sarah Hunt si ammalò presto e non riuscì a guarire con le cure prestate dai medici consueti. Il dottor Richard Dixon Mott fu invitato a curare Sarah. Fu così che la Hunt iniziò a studiare medicina sotto la guida di Elizabeth Mott e del dottor Mott nel 1833. Piuttosto che usare i metodi comuni dell'epoca, i Mott usavano il riposo e il rilassamento, nonché i rimedi erboristici per aiutare a rafforzare e curare i pazienti. La Hunt trasse grandi benefici dall'osservazione clinica durante il lavoro con Elizabeth Mott, che in genere si occupava della maggior parte delle pazienti di sesso femminile del dottor Mott. Nel 1835 la Hunt aprì un proprio ambulatorio, ma senza un diploma di medicina.

## Formazione e pratica
Nel 1847 la Hunt fu la prima donna a presentare domanda di ammissione alla Harvard Medical School. Il dottor Oliver Wendell Holmes Sr. era stato da poco nominato decano della scuola e inizialmente pensò di accettare la sua domanda. Il dottor Wendell Holmes Sr. era stato da poco nominato preside della scuola e inizialmente aveva pensato di accettare la sua domanda, ma fu pesantemente criticato dal corpo studentesco maschile, dai supervisori dell'università e da altri membri della facoltà, e le fu chiesto di ritirare la domanda. Poco dopo la laurea di Elizabeth Blackwell al Geneva College nel 1849, la Hunt fece nuovamente domanda di ammissione ad Harvard, ma le fu negata. Negli anni successivi alla domanda e al rifiuto della Hunt, anche altre donne continuarono a essere respinte. Solo nel 1945 la Facoltà di Medicina di Harvard ammise la prima classe di donne nell'ambito di una sperimentazione decennale volta a misurare la produttività e i risultati delle donne durante e dopo la scuola di medicina. Questa classe di donne fu ammessa a causa della diminuzione del numero di candidati maschi qualificati a seguito della Seconda guerra mondiale. Nonostante non fosse stata accettata ad Harvard dopo la sua seconda domanda, la Hunt continuò a praticare la medicina da sola. La sua reputazione fu tale che nel 1853 ricevette il titolo Onorario di Dottore in Medicina dal Female Medical College of Pennsylvania.
La Hunt fu criticata durante i suoi anni di pratica medica, in particolare da coloro che ritenevano che la sua professione non fosse adatta alle donne. Un articolo del New York Times del 1858 la criticava per essere "una delle dozzine di donne negli Stati Uniti che si martoriano perché la natura non le ha rese uomini". Eppure, la Hunt riteneva che la femminilità rendesse le donne particolarmente adatte alla professione medica. Si chiedeva: "Cosa c'è di più delicatamente femminile, di più veramente femminile, che prendere la mano di una sorella, afflitta nel corpo e nella mente, e mostrarle la causa delle sue malattie?".
La Hunt fu un'accanita sostenitrice del diritto delle donne di imparare e praticare la medicina e, più in generale, di ricevere un'istruzione e di cercare una professione. Riteneva di vivere in un'“epoca di transizione”, come la definiva lei stessa, in cui le persone cominciavano a mettere in discussione le tradizioni della società. Nel 1843 la Hunt fondò la Ladies In Physiology Society. Tenne conferenze sulla fisiologia e l'igiene. Nel 1850 partecipò alla Convenzione nazionale dei diritti delle donne a Worcester, nel Massachusetts. Per diversi anni, la Hunt si dedicò a conferenze sull'abolizione della schiavitù e sui diritti delle donne. Gran parte della sua carriera è descritta nelle sue memorie, Glances and Glimpses; or, Fifty Years' Social, Including Twenty Years' Professional Life (Osservazioni e vedute; ovvero, cinquant'anni di vita sociale, compresi venti anni di vita professionale), Boston: J.P. Jewett and Company, 1856.
Nel 1860, la Hunt festeggiò il venticinquesimo anniversario del suo lavoro di medico con una festa di 1500 invitati, tra cui tre generazioni di suoi pazienti. Durante l'evento, secondo quanto riferito, diede il suo parere alle donne: “Sono stata così felice nel mio lavoro; ogni momento è stato occupato; come vorrei sussurrare all'orecchio di ogni donna svogliata: “Fai qualcosa, se vuoi essere felice””.

## Morte ed eredità

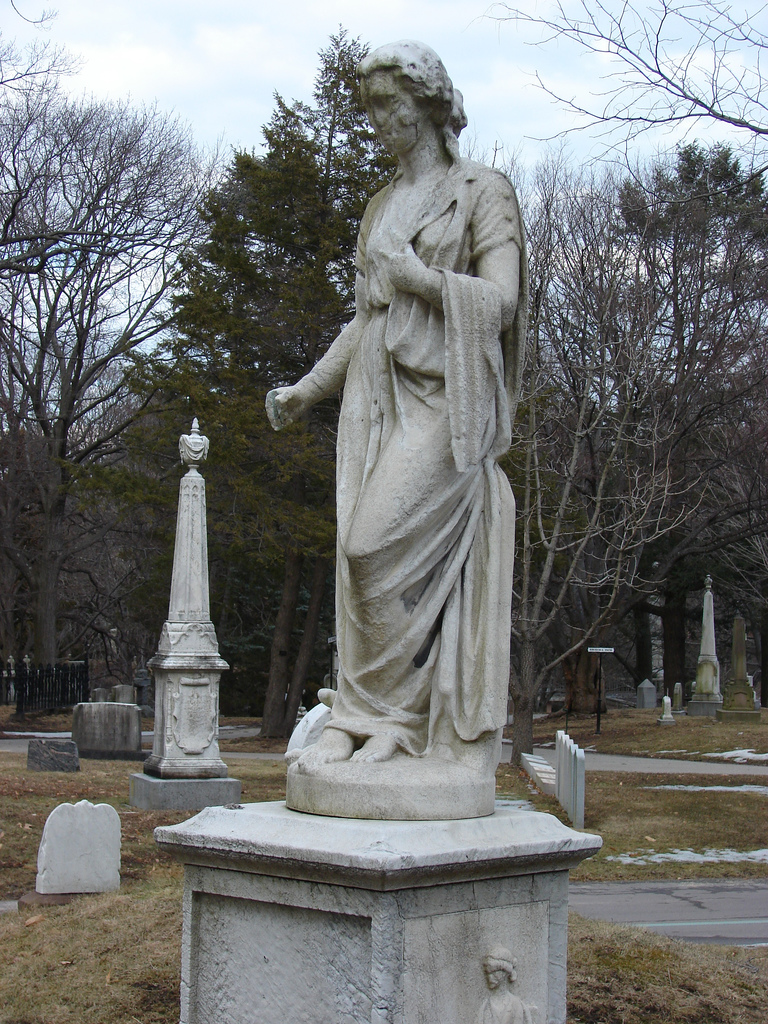
Igea, la dea greca della salute, scolpita da Edmonia Lewis intorno al 1871-1872 per la tomba di Harriot Hunt

La Hunt morì a Boston il 2 gennaio 1875, all'età di 69 anni. Fu sepolta nel Cimitero di Mount Auburn, vicino a Boston. La sua tomba è segnata da una statua della dea greca della salute, Igea, scolpita dalla scultrice afroamericana Edmonia Lewis.
Nel primo volume di History of Woman Suffrage, pubblicato nel 1881, si legge: “Questi volumi sono affettuosamente dedicati alla memoria di Mary Wollstonecraft, Frances Wright, Lucretia Mott, Harriet Martineau, Lydia Maria Child, Margaret Fuller, Sarah e Angelina Grimké, Josephine Sophia White Griffing, Martha C. Wright, Harriot K. Hunt, M.D., Mariana W. Johnson, Alice e Phebe Carey, Ann Preston, M.D., Lydia Mott, Eliza W. Farnham, Lydia F. Fowler, M.D., Paulina Wright Davis, Le Cui Vite Sincere e le Cui Parole Impavide, nel Richiedere i Diritti Politici per Le Donne, sono state, nella Preparazione di queste pagine, una Costante Ispirazione Per I Redattori”.
La Hunt è anche commemorata nel Salem Women's Heritage Trail.